# Tour de Bretagne 2025
La 58e édition du Tour de Bretagne a lieu du 25 avril au 1er mai 2025. La course fait partie du calendrier UCI Europe Tour 2025 en catégorie 2.2. Elle est remportée par Felix Ørn-Kristoff, de l'équipe continentale Wanty-Nippo-ReUz, premier coureur norvégien à inscrire son nom au palmarès de l'épreuve.

## Présentation

### Parcours
Cette édition du Tour de Bretagne se lance de Hirel sur le littoral de l'Ille-et-Vilaine, pour une boucle autour de Cancale et Dol-de-Bretagne jusqu'à La Fresnais. Le lendemain, le peloton quitte l'Ille-et-Vilaine pour rallier la commune la plus au sud des Côtes-d'Armor, Le Cambout. La plus longue étape de la semaine a lieu le dimanche, avec un départ donné au centre de la piste du vélodrome de Loudéac suivi par 212 kilomètres de routes sinueuses en direction du Sud-Finistère. Les étapes suivantes traversent le sud de la région, par le pays d'Auray et jusqu'au pays de Pont-Château. Les coureurs remontent ensuite de Loire-Atlantique vers l'Ille-et-Vilaine l'avant-dernier jour. L'étape finale, entièrement dans les Côtes d'Armor, passe par la montée de la vallée verte à Jugon-les-Lacs et arrive en faux-plat montant dans les rues de Plancoët,.

### Équipes
| ProTeam- Wagner Bazin WB Équipes continentales (20)- Arkéa-B&B Hôtels Continentale - CIC U Nantes - Decathlon AG2R La Mondiale Development Team - Equipe continentale Groupama-FDJ - VC Rouen 76 - Bahrain Victorious Development Team - Development Team Picnic PostNL - EF Education-Aevolo - Hagens Berman Jayco - Lidl-Trek Future Racing - Lotto Development Team - MBH Bank Ballan CSB - Petrolike - Soudal Quick-Step Devo Team - ColoQuick - Lotto-Kern Haus PSD Bank - Team Visma \| Lease a Bike Development - Tudor Pro Cycling Team U23 - Wanty-Nippo-ReUz - XDS Astana Development Team Équipe amateur- Dinan Sport Cycling Équipe régionale et de club- VC Pays de Loudéac |
| |

### Favoris et principaux participants
Deux anciens vainqueurs du Tour de Bretagne sont au départ de cette édition : Jean-Louis Le Ny (2021) et Jakob Söderqvist (2024). Ce dernier est le principal favori à sa succession, et va notamment être confronté au Britannique Noah Hobbs (EF Education-Aevolo), au Néo-Zélandais Lewis Bower (Continentale Groupama-FDJ), au Néerlandais Jesse Kramer (Hagens Berman Jayco), ou encore au Français Matys Grisel (Lotto Development Team). La course pourrait également être animée par Antonin Souchon (VC Pays de Loudéac), vainqueur d'étape lors de l'édition précédente, Ilan Larmet (VC Rouen 76), ou les frères Loudéaciens Pierre-Henry (XDS Astana Development Team) et Antoine Basset (VC Pays de Loudéac).

## Étapes
| Étape     | Date    | Villes étapes                | type            | Distance (km) | Dénivelé (m) | Vainqueur d'étape  | Leader du classement général |
| --------- | ------- | ---------------------------- | --------------- | ------------- | ------------ | ------------------ | ---------------------------- |
| 1re étape | 25 avr. | Hirel – La Fresnais          | étape de plaine | 143,2         | 945 m        | Ilan Larmet        | Ilan Larmet                  |
| 2e étape  | 26 avr. | La Gouesnière – Le Cambout   | étape vallonnée | 182,2         | 2 182 m      | Noah Hobbs         | Noah Hobbs                   |
| 3e étape  | 27 avr. | Loudéac – Plonéour-Lanvern   | étape vallonnée | 212           | 2 423 m      | Eliott Boulet      | Ronan Augé                   |
| 4e étape  | 28 avr. | Plonéour-Lanvern – Landévant | étape vallonnée | 204,6         | 2 561 m      | Felix Ørn-Kristoff | Felix Ørn-Kristoff           |
| 5e étape  | 29 avr. | Erdeven – Guenrouet          | étape de plaine | 164,1         | 1 174 m      | Emil Toudal        | Felix Ørn-Kristoff           |
| 6e étape  | 30 avr. | Missillac – Le Pertre        | étape vallonnée | 179,8         | 1 616 m      | Noah Hobbs         | Felix Ørn-Kristoff           |
| 7e étape  | 1 mai   | Landébia – Plancoët          | étape vallonnée | 159,2         | 1 718 m      | Noah Hobbs         | Felix Ørn-Kristoff           |

## Résultats et classement

### 1reétape
| Hirel - La Fresnais | étape de plaine | (143,2 km) |

Dès le premier kilomètre de course à Hirel, quatre coureurs, les Français Ilan Larmet et Robin Lesné, l'Allemand Cedric Abt et le Britannique Joshua Golliker, s'échappent du peloton. Pendant toute la durée de l'étape, qui se déroule en intégralité sur les routes de l'Ille-et-Vilaine, l'échappée garde une avance d'environ une minute sur le peloton. Le groupe de tête est réduit à trois coureurs après la défaillance de Lesné à une cinquantaine de kilomètres de l'arrivée, puis à deux dans le dernier tour du circuit final lorsque Abt se laisse décrocher. Après 143,2 km de course et deux grosses chutes dans le peloton, le coureur breton Ilan Larmet (VC Rouen 76) s'impose à La Fresnais devant Golliker et s’empare du maillot vert de leader du classement général.

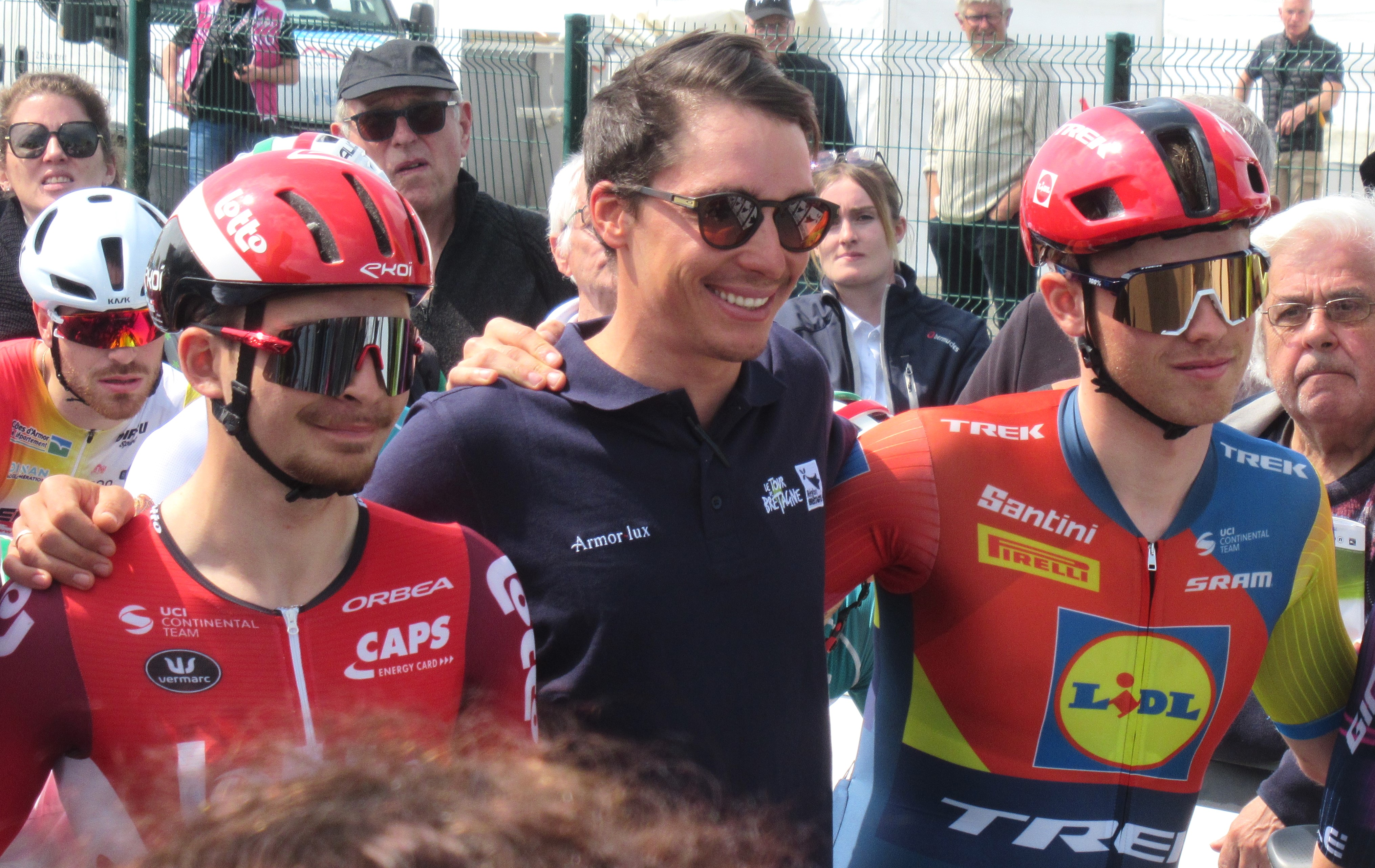
Matys Grisel, Simon Pellaud et Jakob Söderqvist au départ de la 1re étape.
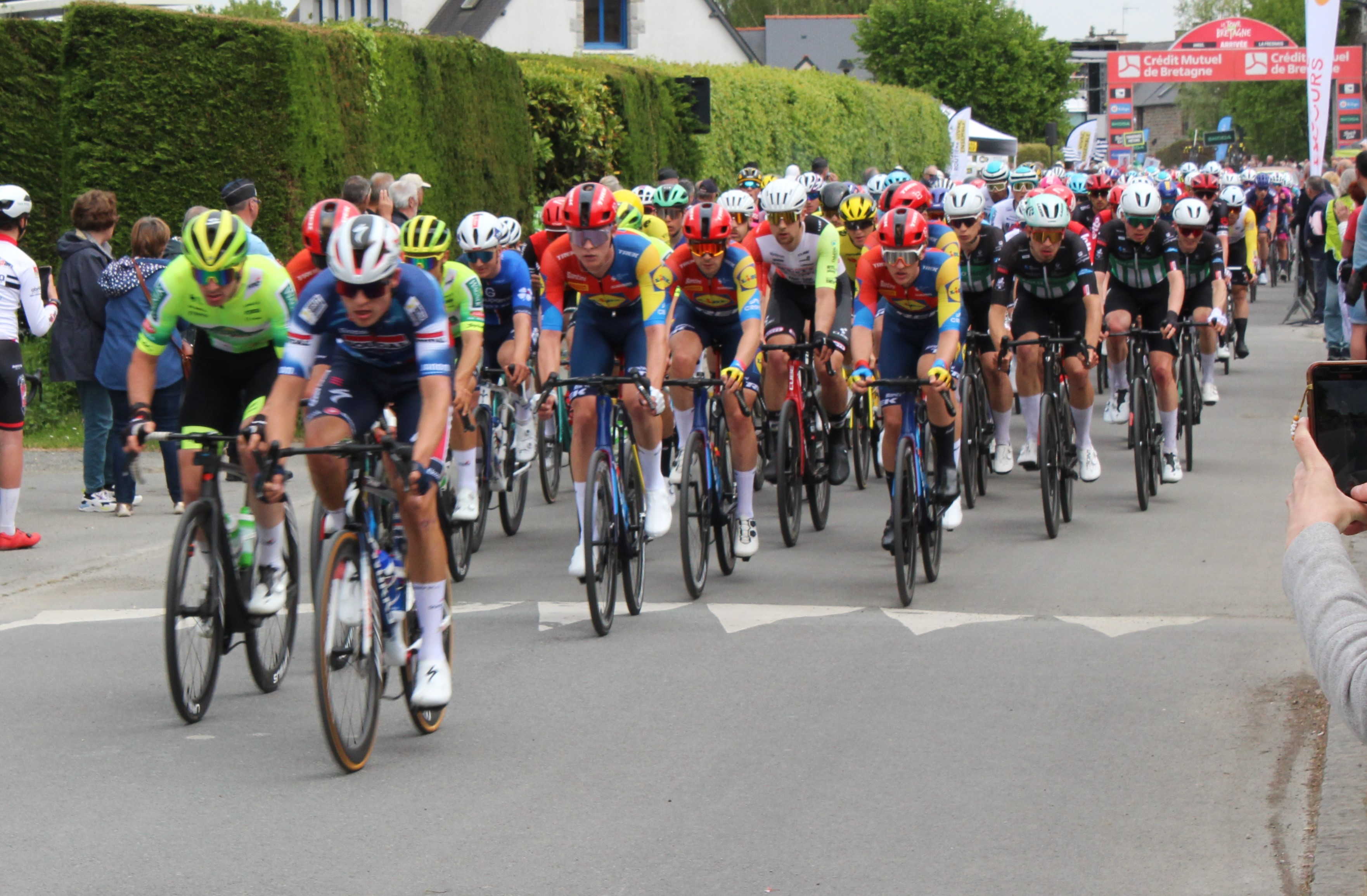
Le peloton sur le circuit de La Fresnais.
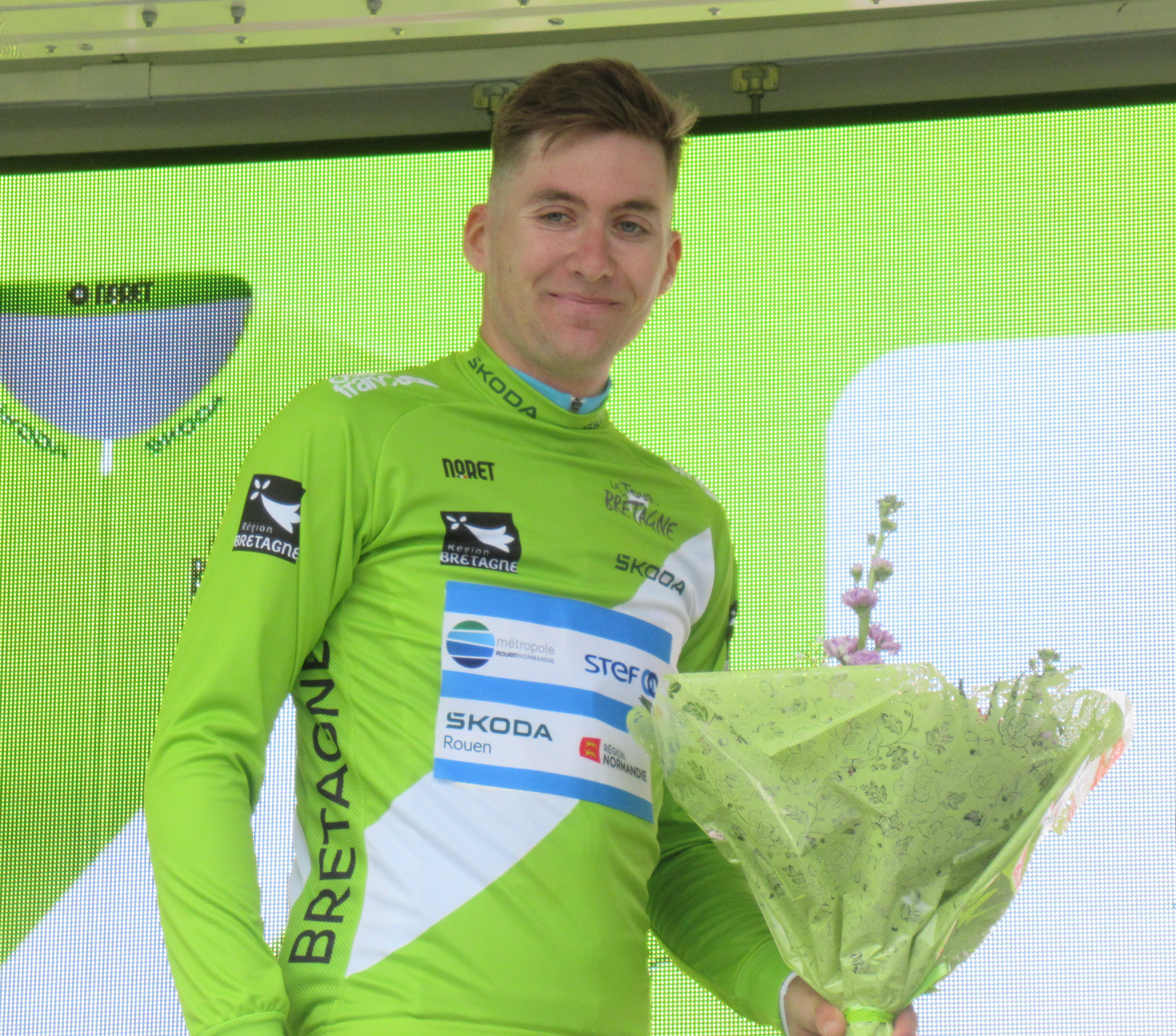
Ilan Larmet, leader du classement général à l'issue de l'étape

| \| Classement de l'étape \| Classement de l'étape \| Classement de l'étape \| Classement de l'étape \| Classement de l'étape \| \| Coureur \| Coureur \| Pays \| Équipe \| Temps \| \| --------------------- \| --------------------- \| --------------------- \| ------------------------ \| --------------------- \| \| 1er \| Ilan Larmet \| France \| VC Rouen 76 \| 3 h 10 min 50 s \| \| 2e \| Joshua Golliker \| Royaume-Uni \| EF Education-Aevolo \| + 2 s \| \| 3e \| Cedric Abt \| Allemagne \| Lotto Kern-Haus PSD Bank \| + 5 s \| \| 4e \| Matteo Milan \| Italie \| Lidl-Trek Future Racing \| + 33 s \| \| 5e \| Tobias Müller \| Allemagne \| Wanty-Nippo-ReUz \| + 33 s \| \| 6e \| Michiel Lambrecht \| Belgique \| Wagner Bazin WB \| + 33 s \| \| 7e \| Joshua Gudnitz \| Danemark \| ColoQuick \| + 33 s \| \| 8e \| Jakob Söderqvist \| Suède \| Lidl-Trek Future Racing \| + 33 s \| \| 9e \| Noah Hobbs \| Royaume-Uni \| EF Education-Aevolo \| + 33 s \| \| 10e \| Juan David Sierra \| Italie \| Tudor Pro Cycling U23 \| + 33 s \| |                   |             |                          |                 |
| |                   |             |                          |                 |
| Source : ProCyclingStats |                   |             |                          |                 |
| Classement de l'étape |                   |             |                          |                 |
| Coureur | Coureur           | Pays        | Équipe                   | Temps           |
| 1er | Ilan Larmet       | France      | VC Rouen 76              | 3 h 10 min 50 s |
| 2e | Joshua Golliker   | Royaume-Uni | EF Education-Aevolo      | + 2 s           |
| 3e | Cedric Abt        | Allemagne   | Lotto Kern-Haus PSD Bank | + 5 s           |
| 4e | Matteo Milan      | Italie      | Lidl-Trek Future Racing  | + 33 s          |
| 5e | Tobias Müller     | Allemagne   | Wanty-Nippo-ReUz         | + 33 s          |
| 6e | Michiel Lambrecht | Belgique    | Wagner Bazin WB          | + 33 s          |
| 7e | Joshua Gudnitz    | Danemark    | ColoQuick                | + 33 s          |
| 8e | Jakob Söderqvist  | Suède       | Lidl-Trek Future Racing  | + 33 s          |
| 9e | Noah Hobbs        | Royaume-Uni | EF Education-Aevolo      | + 33 s          |
| 10e | Juan David Sierra | Italie      | Tudor Pro Cycling U23    | + 33 s          |

| \| Classement général \| Classement général \| Classement général \| Classement général \| Classement général \| \| Coureur \| Coureur \| Pays \| Équipe \| Temps \| \| ------------------ \| ------------------ \| ------------------ \| -------------------------- \| ------------------ \| \| 1er \| Ilan Larmet \| France \| VC Rouen 76 \| 3 h 10 min 31 s \| \| 2e \| Joshua Golliker \| Royaume-Uni \| EF Education-Aevolo \| + 14 s \| \| 3e \| Cedric Abt \| Allemagne \| Lotto Kern-Haus PSD Bank \| + 14 s \| \| 4e \| Robin Lesné \| France \| Cré'actuel-Marie Morin-U22 \| + 50 s \| \| 5e \| Matteo Milan \| Italie \| Lidl-Trek Future Racing \| + 52 s \| \| 6e \| Tobias Müller \| Allemagne \| Wanty-Nippo-ReUz \| + 52 s \| \| 7e \| Michiel Lambrecht \| Belgique \| Wagner Bazin WB \| + 52 s \| \| 8e \| Joshua Gudnitz \| Danemark \| ColoQuick \| + 52 s \| \| 9e \| Jakob Söderqvist \| Suède \| Lidl-Trek Future Racing \| + 52 s \| \| 10e \| Noah Hobbs \| Royaume-Uni \| EF Education-Aevolo \| + 52 s \| |                   |             |                            |                 |
| |                   |             |                            |                 |
| Source : ProCyclingStats |                   |             |                            |                 |
| Classement général |                   |             |                            |                 |
| Coureur | Coureur           | Pays        | Équipe                     | Temps           |
| 1er | Ilan Larmet       | France      | VC Rouen 76                | 3 h 10 min 31 s |
| 2e | Joshua Golliker   | Royaume-Uni | EF Education-Aevolo        | + 14 s          |
| 3e | Cedric Abt        | Allemagne   | Lotto Kern-Haus PSD Bank   | + 14 s          |
| 4e | Robin Lesné       | France      | Cré'actuel-Marie Morin-U22 | + 50 s          |
| 5e | Matteo Milan      | Italie      | Lidl-Trek Future Racing    | + 52 s          |
| 6e | Tobias Müller     | Allemagne   | Wanty-Nippo-ReUz           | + 52 s          |
| 7e | Michiel Lambrecht | Belgique    | Wagner Bazin WB            | + 52 s          |
| 8e | Joshua Gudnitz    | Danemark    | ColoQuick                  | + 52 s          |
| 9e | Jakob Söderqvist  | Suède       | Lidl-Trek Future Racing    | + 52 s          |
| 10e | Noah Hobbs        | Royaume-Uni | EF Education-Aevolo        | + 52 s          |

### 2eétape
| La Gouesnière - Le Cambout | étape vallonnée | (182,2 km) |

Cette deuxième étape est marquée par une météo pluvieuse, obligeant l'organisation de la course à modifier une partie du tracé pour que les conditions de sécurité soient garanties pour les coureurs. Plusieurs coureurs tentent leur chance dans le circuit final du Cambout, parmi lesquels Aubin Sparfel et Antoine Hue. Ce dernier, parti seul à trois kilomètres de l'arrivée, se fait reprendre par le peloton quelques mètres avant la ligne. Le Britannique Noah Hobbs (EF Education-Aevolo) remporte le sprint devant les deux coéquipiers Ronan Augé et Antoine Hue (CIC-U-Nantes). L'arrivée de Larmet près d'une minute plus tard permet à Hobbs de devenir le nouveau leader du classement général.

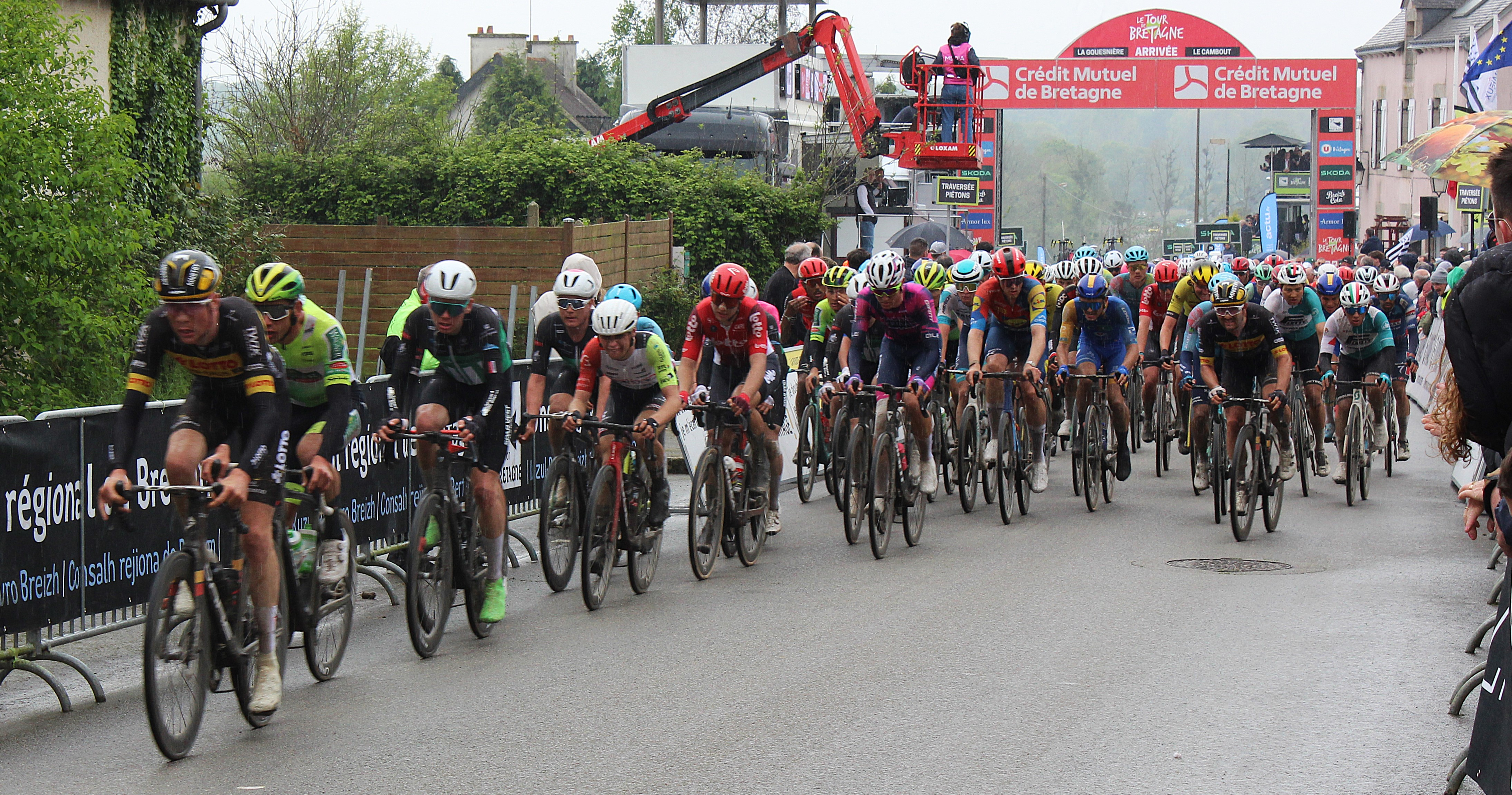
Passage du peloton à Le Cambout.
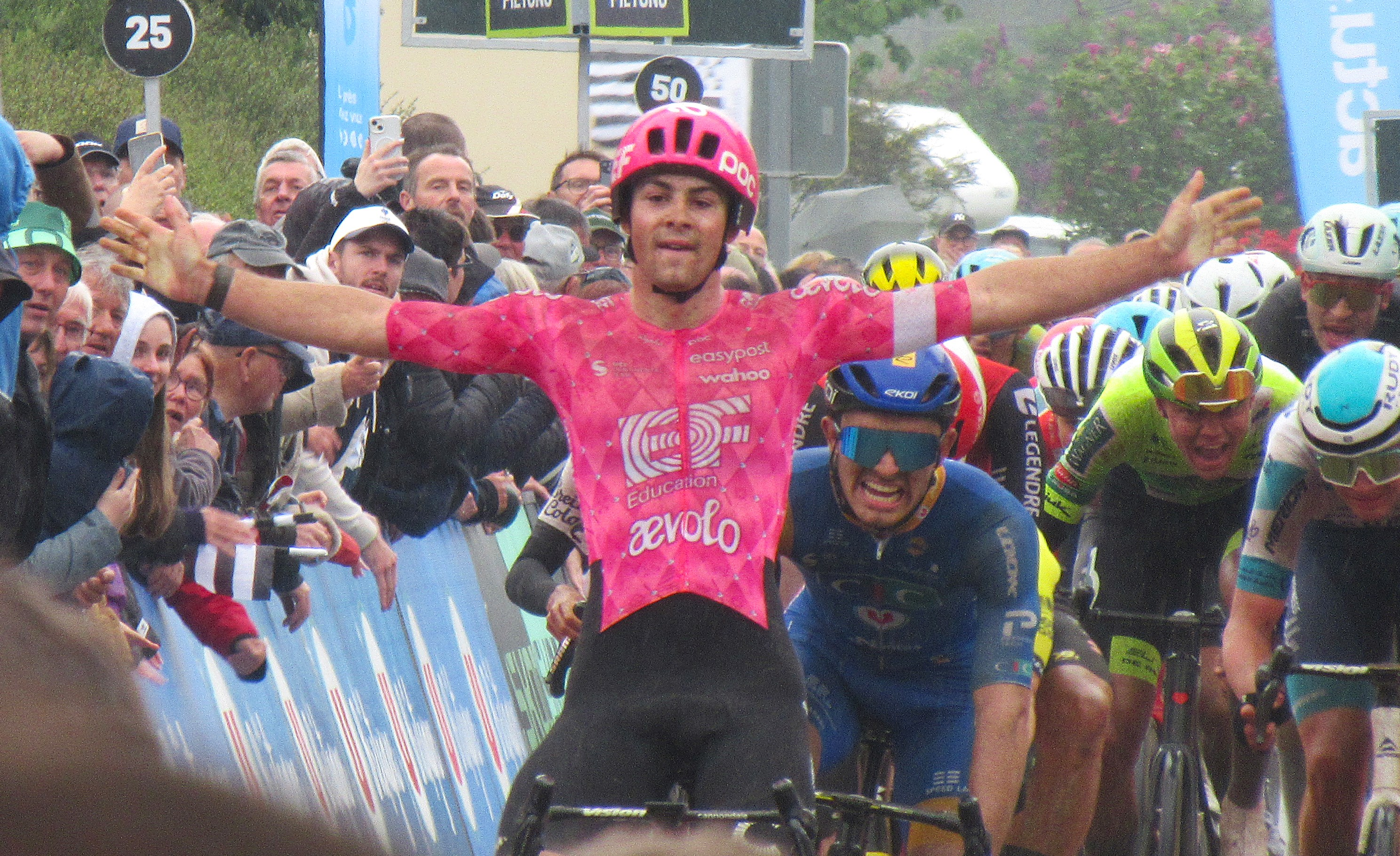
Victoire de Noah Hobbs.
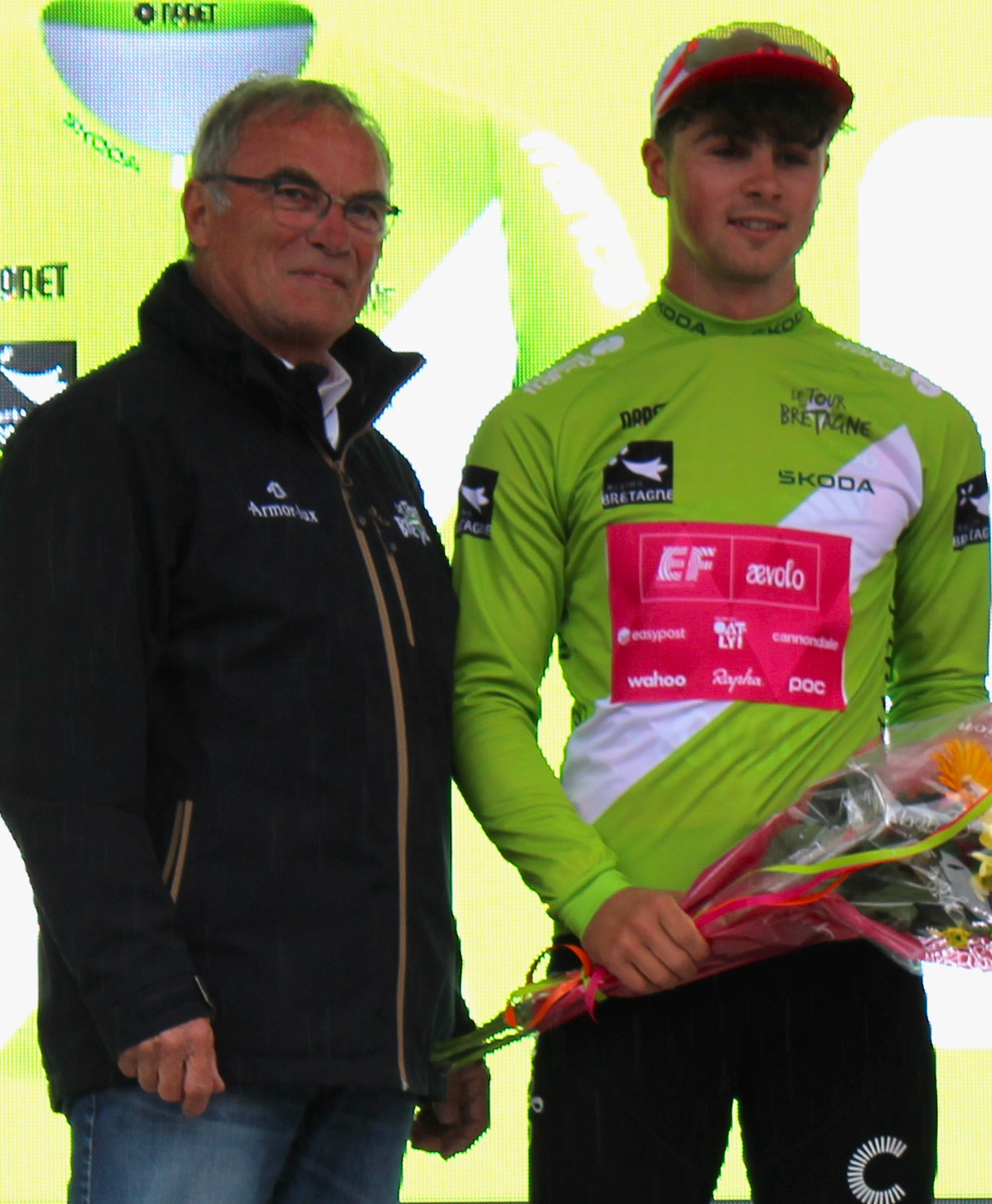
Hobbs leader du classement général.

| \| Classement de l'étape \| Classement de l'étape \| Classement de l'étape \| Classement de l'étape \| Classement de l'étape \| \| Coureur \| Coureur \| Pays \| Équipe \| Temps \| \| --------------------- \| --------------------- \| --------------------- \| -------------------------------------- \| --------------------- \| \| 1er \| Noah Hobbs \| Royaume-Uni \| EF Education-Aevolo \| 3 h 55 min 07 s \| \| 2e \| Ronan Augé \| France \| CIC U Nantes \| + 0 s \| \| 3e \| Antoine Hue \| France \| CIC U Nantes \| + 0 s \| \| 4e \| Thom van der Werff \| Pays-Bas \| Development Team Picnic PostNL \| + 0 s \| \| 5e \| Jed Smithson \| Royaume-Uni \| Team Visma \\| Lease a Bike Development \| + 0 s \| |                    |             |                                        |                 |
| |                    |             |                                        |                 |
| Source : ProCyclingStats |                    |             |                                        |                 |
| Classement de l'étape |                    |             |                                        |                 |
| Coureur | Coureur            | Pays        | Équipe                                 | Temps           |
| 1er | Noah Hobbs         | Royaume-Uni | EF Education-Aevolo                    | 3 h 55 min 07 s |
| 2e | Ronan Augé         | France      | CIC U Nantes                           | + 0 s           |
| 3e | Antoine Hue        | France      | CIC U Nantes                           | + 0 s           |
| 4e | Thom van der Werff | Pays-Bas    | Development Team Picnic PostNL         | + 0 s           |
| 5e | Jed Smithson       | Royaume-Uni | Team Visma \| Lease a Bike Development | + 0 s           |

| \| Classement général \| Classement général \| Classement général \| Classement général \| Classement général \| \| Coureur \| Coureur \| Pays \| Équipe \| Temps \| \| ------------------ \| ------------------ \| ------------------ \| -------------------------------------- \| ------------------ \| \| 1er \| Noah Hobbs \| Royaume-Uni \| EF Education-Aevolo \| 7 h 06 min 20 s \| \| 2e \| Ronan Augé \| France \| CIC U Nantes \| + 4 s \| \| 3e \| Antoine Hue \| France \| CIC U Nantes \| + 6 s \| \| 4e \| Michiel Lambrecht \| Belgique \| Wagner Bazin WB \| + 7 s \| \| 5e \| Tim Rex \| Belgique \| Team Visma \\| Lease a Bike Development \| + 9 s \| |                   |             |                                        |                 |
| |                   |             |                                        |                 |
| Source : ProCyclingStats |                   |             |                                        |                 |
| Classement général |                   |             |                                        |                 |
| Coureur | Coureur           | Pays        | Équipe                                 | Temps           |
| 1er | Noah Hobbs        | Royaume-Uni | EF Education-Aevolo                    | 7 h 06 min 20 s |
| 2e | Ronan Augé        | France      | CIC U Nantes                           | + 4 s           |
| 3e | Antoine Hue       | France      | CIC U Nantes                           | + 6 s           |
| 4e | Michiel Lambrecht | Belgique    | Wagner Bazin WB                        | + 7 s           |
| 5e | Tim Rex           | Belgique    | Team Visma \| Lease a Bike Development | + 9 s           |

### 3eétape
| Loudéac - Plonéour-Lanvern | étape vallonnée | (212 km) |

Cette étape inédite, au départ du vélodrome de Loudéac et en direction du pays bigouden, est la plus longue de cette édition du Tour de Bretagne. L'échappée de cinq coureurs est rattrapée dans l'avant-dernier tour du circuit, laissant la place à un sprint massif du peloton remporté par le jeune coureur français Eliott Boulet (Groupama-FDJ Continental) devant Ronan Augé (CIC-U-Nantes) et l’Italien Matteo Milan (Lidl-Trek Future Racing). Augé, deuxième de l'étape pour la seconde journée consécutive, s'empare du maillot vert à ruban blanc de leader du classement général.

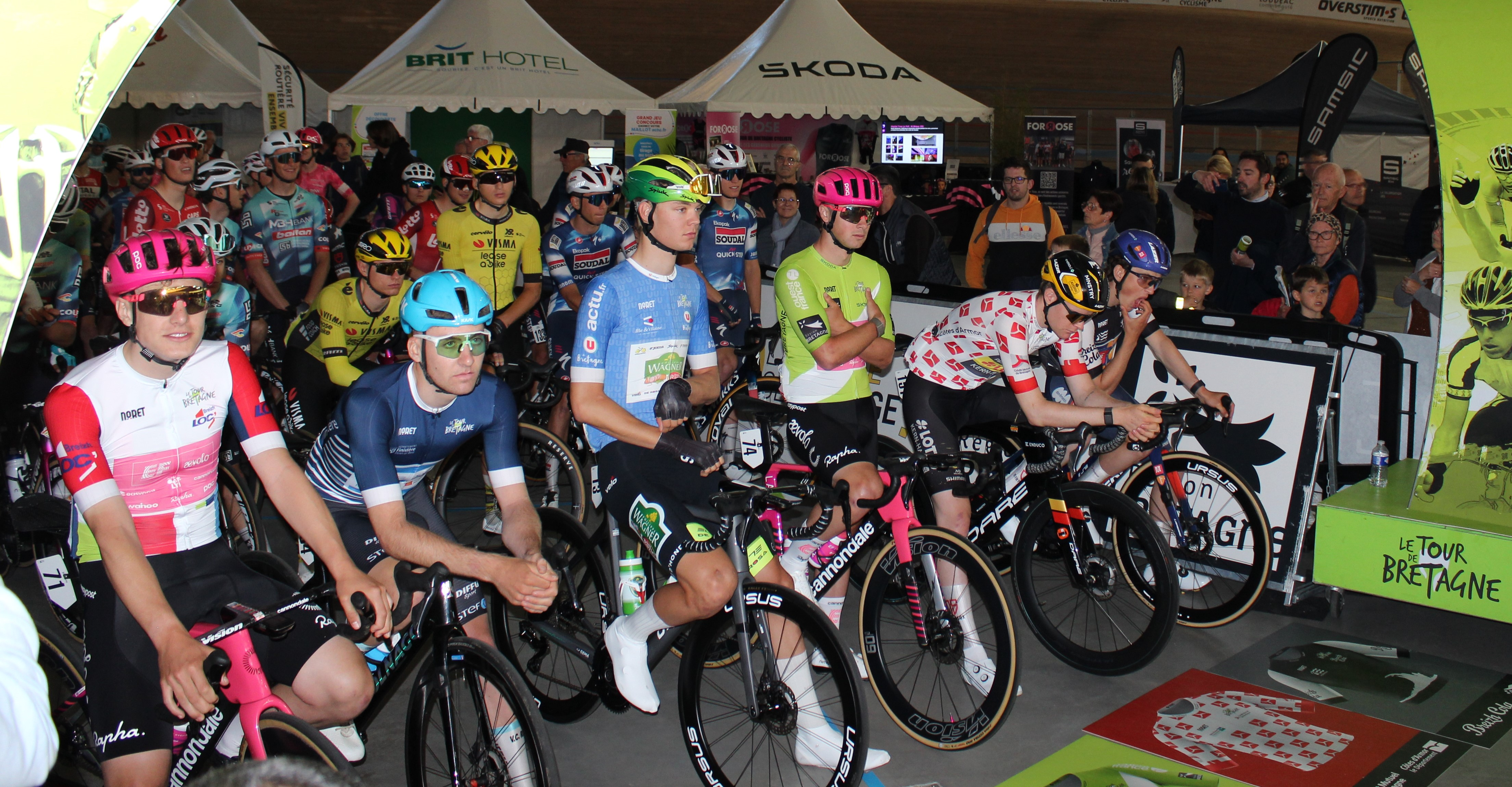
Départ de l'étape au vélodrome de Bretagne.
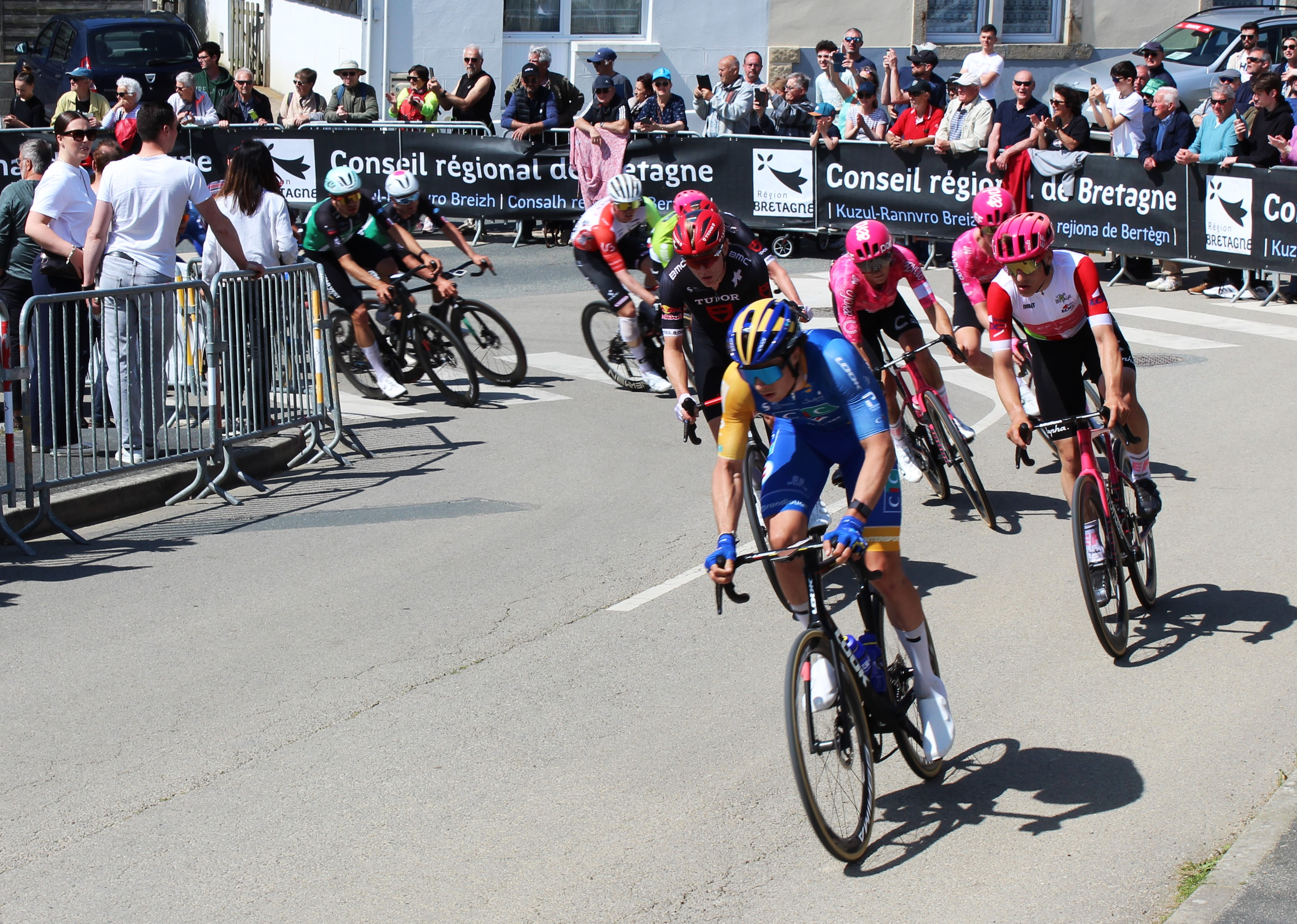
Les coureurs sur le circuit de Plonéour-Lanvern.
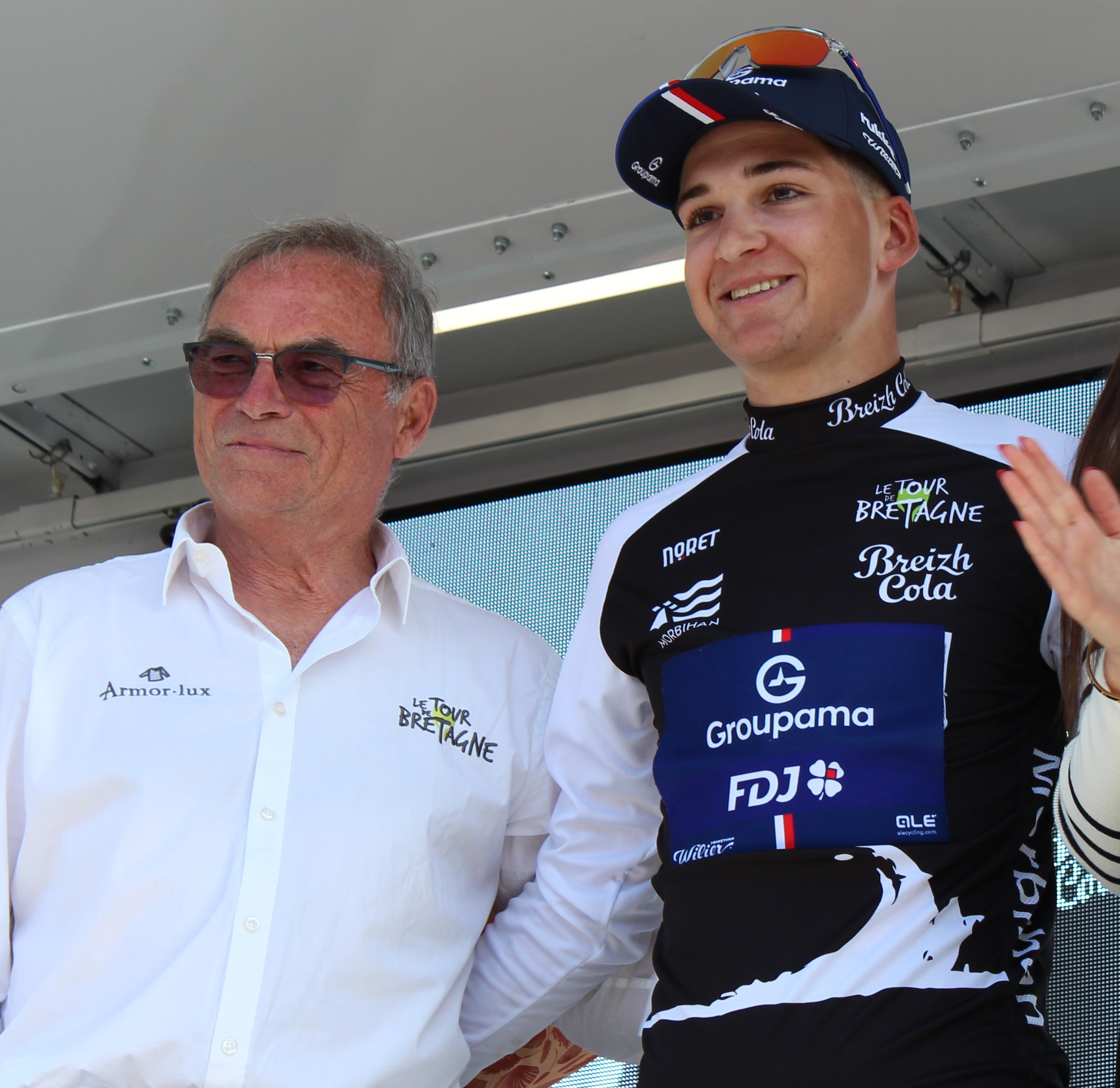
Eliott Boulet, le vainqueur de l'étape.

| \| Classement de l'étape \| Classement de l'étape \| Classement de l'étape \| Classement de l'étape \| Classement de l'étape \| \| Coureur \| Coureur \| Pays \| Équipe \| Temps \| \| --------------------- \| --------------------- \| --------------------- \| ----------------------------------- \| --------------------- \| \| 1er \| Eliott Boulet \| France \| Équipe continentale Groupama-FDJ \| 4 h 40 min 44 s \| \| 2e \| Ronan Augé \| France \| CIC U Nantes \| + 0 s \| \| 3e \| Matteo Milan \| Italie \| Lidl-Trek Future Racing \| + 0 s \| \| 4e \| Thomas Capra \| Italie \| Bahrain Victorious Development Team \| + 0 s \| \| 5e \| Jakob Söderqvist \| Suède \| Lidl-Trek Future Racing \| + 0 s \| |                  |        |                                     |                 |
| |                  |        |                                     |                 |
| Source : ProCyclingStats |                  |        |                                     |                 |
| Classement de l'étape |                  |        |                                     |                 |
| Coureur | Coureur          | Pays   | Équipe                              | Temps           |
| 1er | Eliott Boulet    | France | Équipe continentale Groupama-FDJ    | 4 h 40 min 44 s |
| 2e | Ronan Augé       | France | CIC U Nantes                        | + 0 s           |
| 3e | Matteo Milan     | Italie | Lidl-Trek Future Racing             | + 0 s           |
| 4e | Thomas Capra     | Italie | Bahrain Victorious Development Team | + 0 s           |
| 5e | Jakob Söderqvist | Suède  | Lidl-Trek Future Racing             | + 0 s           |

| \| Classement général \| Classement général \| Classement général \| Classement général \| Classement général \| \| Coureur \| Coureur \| Pays \| Équipe \| Temps \| \| ------------------ \| ------------------ \| ------------------ \| -------------------------------- \| ------------------ \| \| 1er \| Ronan Augé \| France \| CIC U Nantes \| 11 h 47 min 02 s \| \| 2e \| Noah Hobbs \| Royaume-Uni \| EF Education-Aevolo \| + 2 s \| \| 3e \| Eliott Boulet \| France \| Équipe continentale Groupama-FDJ \| + 2 s \| \| 4e \| Emil Toudal \| Danemark \| ColoQuick \| + 4 s \| \| 5e \| Fergus Browning \| Australie \| CCACHE x BODYWRAP \| + 7 s \| |                 |             |                                  |                  |
| |                 |             |                                  |                  |
| Source : ProCyclingStats |                 |             |                                  |                  |
| Classement général |                 |             |                                  |                  |
| Coureur | Coureur         | Pays        | Équipe                           | Temps            |
| 1er | Ronan Augé      | France      | CIC U Nantes                     | 11 h 47 min 02 s |
| 2e | Noah Hobbs      | Royaume-Uni | EF Education-Aevolo              | + 2 s            |
| 3e | Eliott Boulet   | France      | Équipe continentale Groupama-FDJ | + 2 s            |
| 4e | Emil Toudal     | Danemark    | ColoQuick                        | + 4 s            |
| 5e | Fergus Browning | Australie   | CCACHE x BODYWRAP                | + 7 s            |

### 4eétape
| Plonéour-Lanvern - Landévant | étape vallonnée | (204,6 km) |

Plusieurs coureurs ont lancé des attaques tout au long de cette étape, la plus vallonnée de cette édition avec plus de 2 500 mètres de dénivelé positif. La principale échappée du jour est constituée de cinq éléments parmi lesquels le gagnant de l'édition 2021 Jean-Louis Le Ny, et a compté une avance de plus de 6 minutes sur le peloton. Une accélération à l'initiative de l'équipe Lidl-Trek Future Racing provoque la scission du peloton à 80 kilomètres de l'arrivée. Un groupe de contre d'une vingtaine de coureurs finit par absorber l'échappée dans le circuit final de Landévant, et le jeune norvégien Felix Ørn-Kristoff (Wanty-NIPPO-ReUz) s'impose devant Jackson Medway (Tudor Pro Cycling Team U23) et Alexandre Kess (Lotto-Kern Haus PSD Bank). Le maillot vert passe sur les épaules d'Ørn-Kristoff, tandis que le gagnant de l'édition 2024 Jakob Söderqvist perd plus de 4 minutes au classement général,.

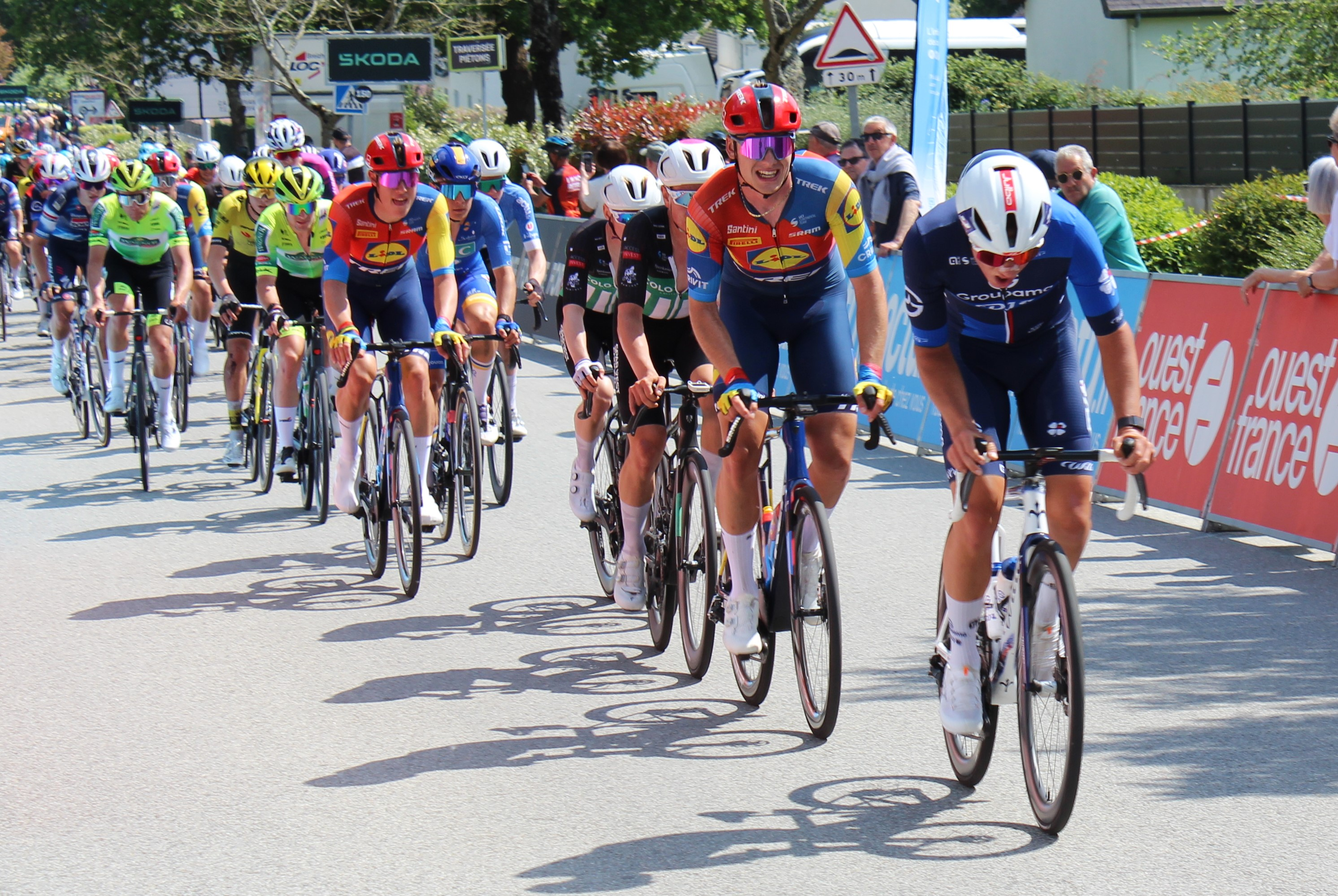
Le peloton sur le circuit de Landévant.
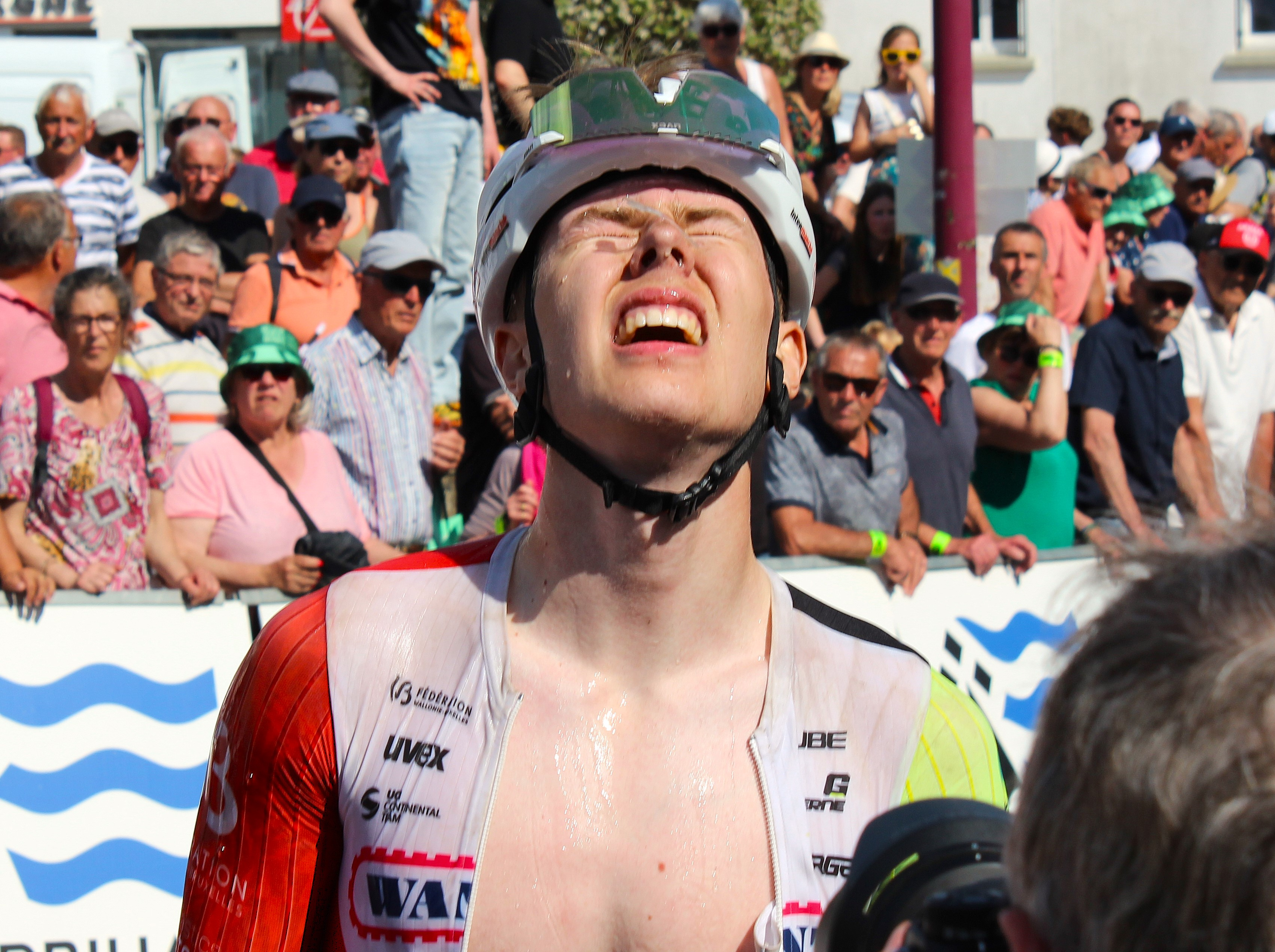
Felix Ørn-Kristoff à l'arrivée de l'étape.
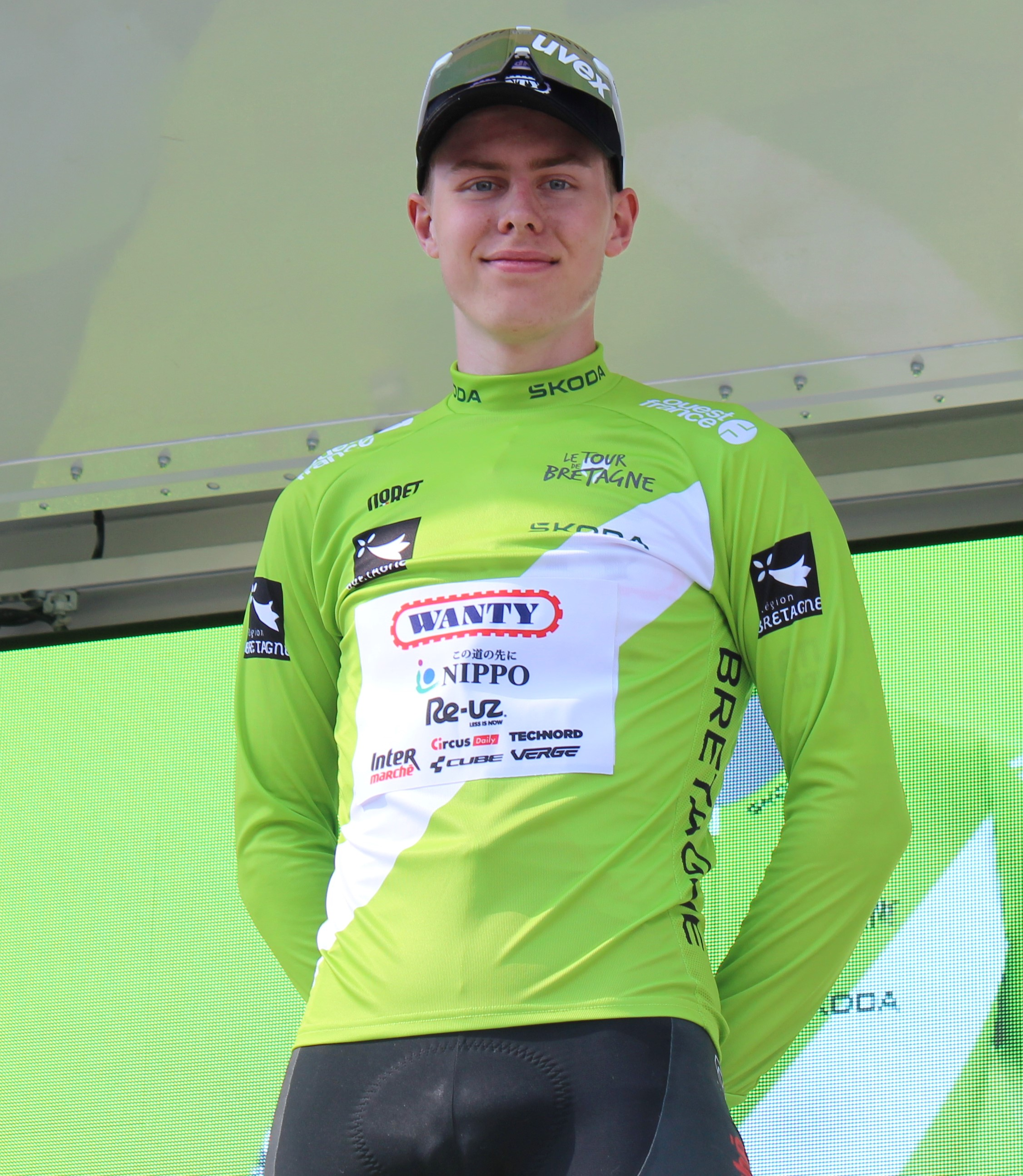
Ørn-Kristoff, nouveau porteur du maillot vert.

| \| Classement de l'étape \| Classement de l'étape \| Classement de l'étape \| Classement de l'étape \| Classement de l'étape \| \| Coureur \| Coureur \| Pays \| Équipe \| Temps \| \| --------------------- \| --------------------- \| --------------------- \| --------------------------- \| --------------------- \| \| 1er \| Felix Ørn-Kristoff \| Norvège \| Wanty-Nippo-ReUz \| 4 h 47 min 02 s \| \| 2e \| Jackson Medway \| Australie \| Tudor Pro Cycling U23 \| + 2 s \| \| 3e \| Alexandre Kess \| Luxembourg \| Lotto Kern-Haus PSD Bank \| + 8 s \| \| 4e \| Matys Grisel \| France \| Lotto Development Team \| + 8 s \| \| 5e \| Federico Savino \| Italie \| Soudal Quick-Step Devo Team \| + 8 s \| |                    |            |                             |                 |
| |                    |            |                             |                 |
| Source : ProCyclingStats |                    |            |                             |                 |
| Classement de l'étape |                    |            |                             |                 |
| Coureur | Coureur            | Pays       | Équipe                      | Temps           |
| 1er | Felix Ørn-Kristoff | Norvège    | Wanty-Nippo-ReUz            | 4 h 47 min 02 s |
| 2e | Jackson Medway     | Australie  | Tudor Pro Cycling U23       | + 2 s           |
| 3e | Alexandre Kess     | Luxembourg | Lotto Kern-Haus PSD Bank    | + 8 s           |
| 4e | Matys Grisel       | France     | Lotto Development Team      | + 8 s           |
| 5e | Federico Savino    | Italie     | Soudal Quick-Step Devo Team | + 8 s           |

| \| Classement général \| Classement général \| Classement général \| Classement général \| Classement général \| \| Coureur \| Coureur \| Pays \| Équipe \| Temps \| \| ------------------ \| ------------------ \| ------------------ \| -------------------------------------- \| ------------------ \| \| 1er \| Felix Ørn-Kristoff \| Norvège \| Wanty-Nippo-ReUz \| 16 h 34 min 06 s \| \| 2e \| Jackson Medway \| Australie \| Tudor Pro Cycling U23 \| + 5 s \| \| 3e \| Alexandre Kess \| Luxembourg \| Lotto Kern-Haus PSD Bank \| + 11 s \| \| 4e \| Michiel Lambrecht \| Belgique \| Wagner Bazin WB \| + 13 s \| \| 5e \| Aubin Sparfel \| France \| Decathlon AG2R La Mondiale Development \| + 18 s \| |                    |            |                                        |                  |
| |                    |            |                                        |                  |
| Source : ProCyclingStats |                    |            |                                        |                  |
| Classement général |                    |            |                                        |                  |
| Coureur | Coureur            | Pays       | Équipe                                 | Temps            |
| 1er | Felix Ørn-Kristoff | Norvège    | Wanty-Nippo-ReUz                       | 16 h 34 min 06 s |
| 2e | Jackson Medway     | Australie  | Tudor Pro Cycling U23                  | + 5 s            |
| 3e | Alexandre Kess     | Luxembourg | Lotto Kern-Haus PSD Bank               | + 11 s           |
| 4e | Michiel Lambrecht  | Belgique   | Wagner Bazin WB                        | + 13 s           |
| 5e | Aubin Sparfel      | France     | Decathlon AG2R La Mondiale Development | + 18 s           |

### 5eétape
| Erdeven - Guenrouet | étape de plaine | (164,1 km) |

Après une heure de course, cinq coureurs parviennent à s'échapper du peloton, en direction de la Loire-Atlantique, il s'agit du Français Antoine L'Hote, du Belge Jasper Schoofs, du Britannique Jed Smithson et des Danois Joshua Gudnitz et Emil Toudal. Tandis que le peloton est marqué par une chute massive impliquant plus de vingt coureurs dans les rues de Guenrouet, l'échappée du jour en profite pour se disputer la victoire. Toudal (Team ColoQuick) s'impose avec quatre secondes d’avance sur Smithson (Visma Lease a bike Development) et son coéquipier Gudnitz. Pour la première fois depuis le début de la course, le maillot vert de leader du classement général reste sur les épaules d'un même coureur pour une deuxième journée consécutive, Felix Ørn-Kristoff,.

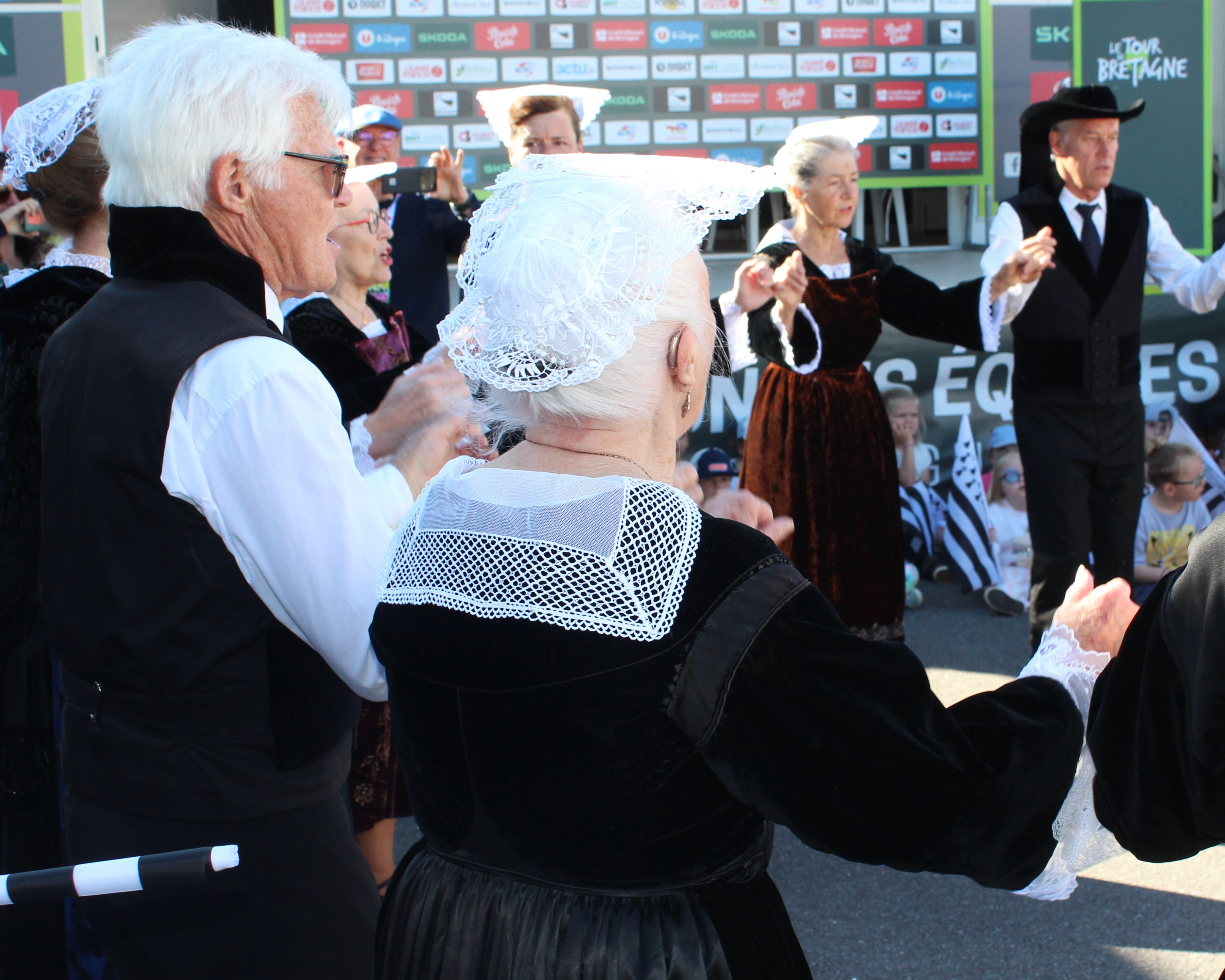
Animations sur le village-départ.
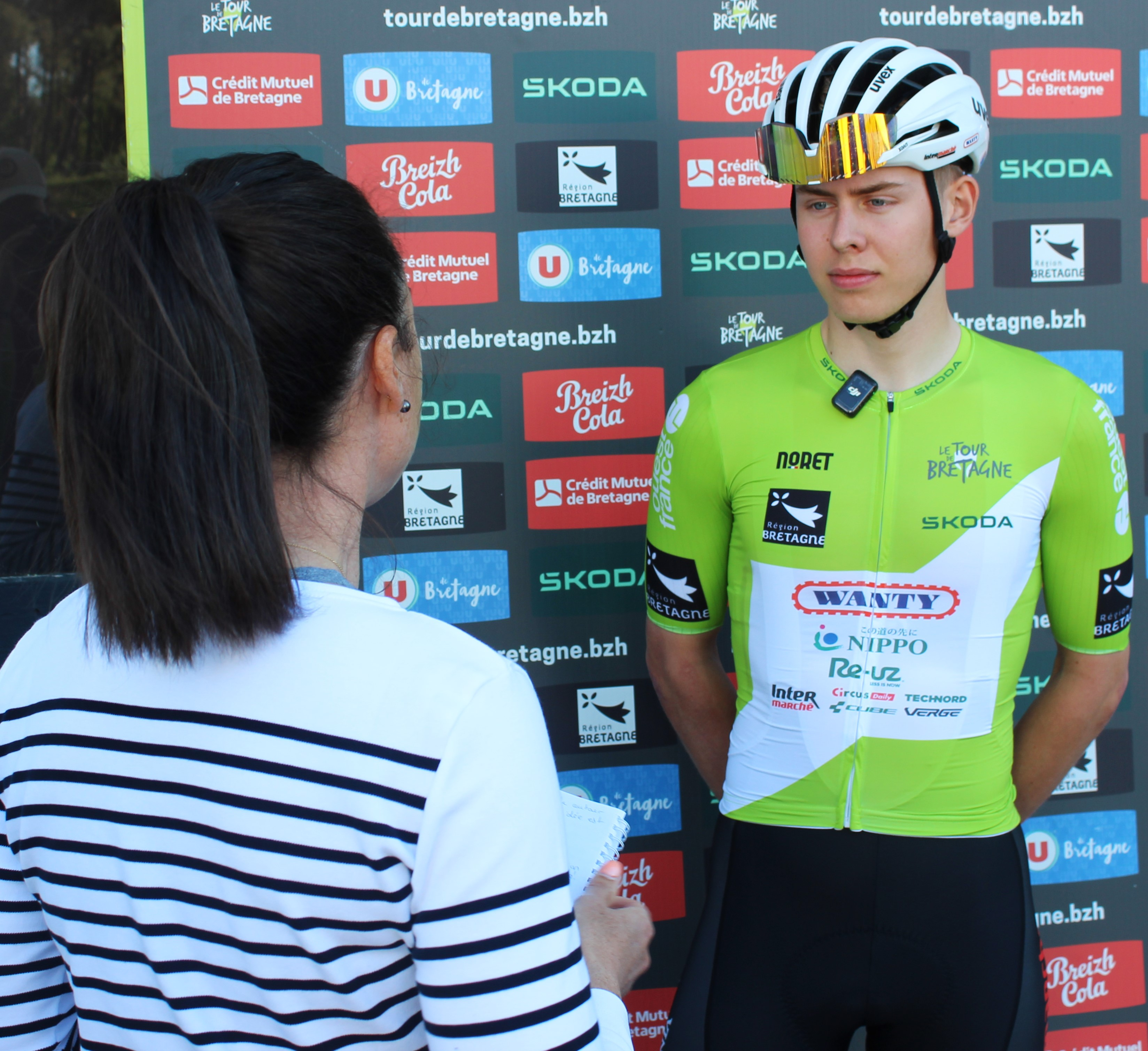
Interview d'Ørn-Kristoff avant le départ.
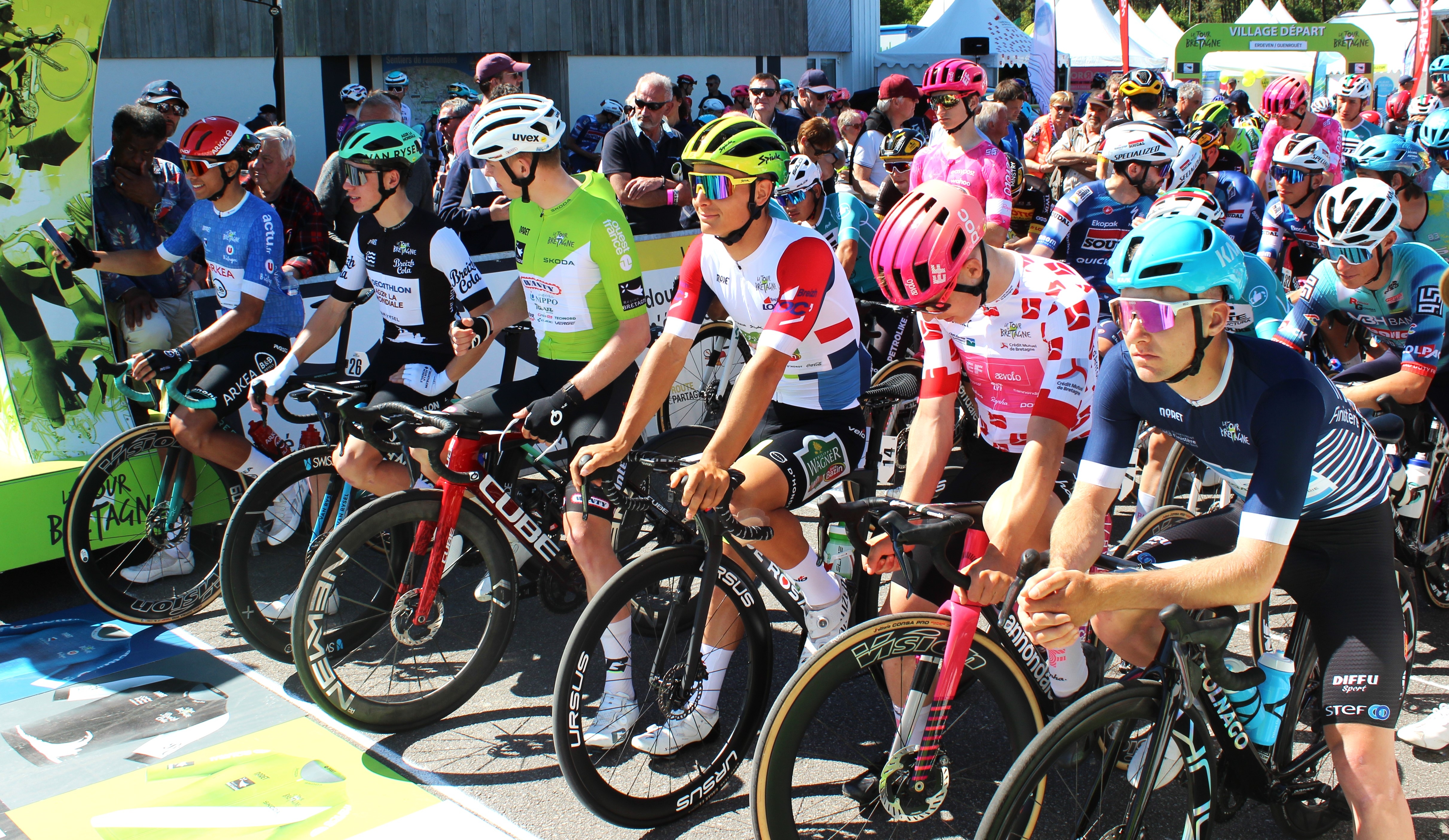
Départ fictif de l'étape à Erdeven.

| \| Classement de l'étape \| Classement de l'étape \| Classement de l'étape \| Classement de l'étape \| Classement de l'étape \| \| Coureur \| Coureur \| Pays \| Équipe \| Temps \| \| --------------------- \| --------------------- \| --------------------- \| -------------------------------------- \| --------------------- \| \| 1er \| Emil Toudal \| Danemark \| ColoQuick \| 3 h 42 min 47 s \| \| 2e \| Jed Smithson \| Royaume-Uni \| Team Visma \\| Lease a Bike Development \| + 4 s \| \| 3e \| Joshua Gudnitz \| Danemark \| ColoQuick \| + 4 s \| \| 4e \| Antoine L'Hote \| France \| Decathlon AG2R La Mondiale Development \| + 4 s \| \| 5e \| Jasper Schoofs \| Belgique \| Soudal Quick-Step Devo Team \| + 4 s \| |                |             |                                        |                 |
| |                |             |                                        |                 |
| Source : ProCyclingStats |                |             |                                        |                 |
| Classement de l'étape |                |             |                                        |                 |
| Coureur | Coureur        | Pays        | Équipe                                 | Temps           |
| 1er | Emil Toudal    | Danemark    | ColoQuick                              | 3 h 42 min 47 s |
| 2e | Jed Smithson   | Royaume-Uni | Team Visma \| Lease a Bike Development | + 4 s           |
| 3e | Joshua Gudnitz | Danemark    | ColoQuick                              | + 4 s           |
| 4e | Antoine L'Hote | France      | Decathlon AG2R La Mondiale Development | + 4 s           |
| 5e | Jasper Schoofs | Belgique    | Soudal Quick-Step Devo Team            | + 4 s           |

| \| Classement général \| Classement général \| Classement général \| Classement général \| Classement général \| \| Coureur \| Coureur \| Pays \| Équipe \| Temps \| \| ------------------ \| ------------------ \| ------------------ \| -------------------------------------- \| ------------------ \| \| 1er \| Felix Ørn-Kristoff \| Norvège \| Wanty-Nippo-ReUz \| 20 h 17 min 08 s \| \| 2e \| Jackson Medway \| Australie \| Tudor Pro Cycling U23 \| + 5 s \| \| 3e \| Alexandre Kess \| Luxembourg \| Lotto Kern-Haus PSD Bank \| + 11 s \| \| 4e \| Aubin Sparfel \| France \| Decathlon AG2R La Mondiale Development \| + 18 s \| \| 5e \| Federico Savino \| Italie \| Soudal Quick-Step Devo Team \| + 18 s \| |                    |            |                                        |                  |
| |                    |            |                                        |                  |
| Source : ProCyclingStats |                    |            |                                        |                  |
| Classement général |                    |            |                                        |                  |
| Coureur | Coureur            | Pays       | Équipe                                 | Temps            |
| 1er | Felix Ørn-Kristoff | Norvège    | Wanty-Nippo-ReUz                       | 20 h 17 min 08 s |
| 2e | Jackson Medway     | Australie  | Tudor Pro Cycling U23                  | + 5 s            |
| 3e | Alexandre Kess     | Luxembourg | Lotto Kern-Haus PSD Bank               | + 11 s           |
| 4e | Aubin Sparfel      | France     | Decathlon AG2R La Mondiale Development | + 18 s           |
| 5e | Federico Savino    | Italie     | Soudal Quick-Step Devo Team            | + 18 s           |

### 6eétape
| Missillac - Le Pertre | étape vallonnée | (179,8 km) |

Sous une chaleur estivale, l'étape du jour est animée par une échappée de six coureurs puis plusieurs attaques dans le circuit final. C'est finalement un peloton groupé qui se joue la victoire au sprint dans les rues du Pertre. Déjà vainqueur de la deuxième étape, Noah Hobbs (EF Education-Aevolo) récidive, devant les Français Aubin Sparfel (Decathlon AG2R La Mondiale Development) et Emmanuel Houcou (Arkéa-B&B Hôtels Continentale). Felix Ørn-Kristoff conserve son maillot vert de leader du classement général à la veille de la dernière étape,.
| \| Classement de l'étape \| Classement de l'étape \| Classement de l'étape \| Classement de l'étape \| Classement de l'étape \| \| Coureur \| Coureur \| Pays \| Équipe \| Temps \| \| --------------------- \| --------------------- \| --------------------- \| -------------------------------------- \| --------------------- \| \| 1er \| Noah Hobbs \| Royaume-Uni \| EF Education-Aevolo \| 4 h 08 min 19 s \| \| 2e \| Aubin Sparfel \| France \| Decathlon AG2R La Mondiale Development \| + 0 s \| \| 3e \| Emmanuel Houcou \| France \| Arkéa-B&B Hôtels Continentale \| + 0 s \| \| 4e \| Ivan Smirnov \| Russie \| XDS Astana Development Team \| + 0 s \| \| 5e \| Ronan Augé \| France \| CIC U Nantes \| + 0 s \| |                 |             |                                        |                 |
| |                 |             |                                        |                 |
| Source : ProCyclingStats |                 |             |                                        |                 |
| Classement de l'étape |                 |             |                                        |                 |
| Coureur | Coureur         | Pays        | Équipe                                 | Temps           |
| 1er | Noah Hobbs      | Royaume-Uni | EF Education-Aevolo                    | 4 h 08 min 19 s |
| 2e | Aubin Sparfel   | France      | Decathlon AG2R La Mondiale Development | + 0 s           |
| 3e | Emmanuel Houcou | France      | Arkéa-B&B Hôtels Continentale          | + 0 s           |
| 4e | Ivan Smirnov    | Russie      | XDS Astana Development Team            | + 0 s           |
| 5e | Ronan Augé      | France      | CIC U Nantes                           | + 0 s           |

| \| Classement général \| Classement général \| Classement général \| Classement général \| Classement général \| \| Coureur \| Coureur \| Pays \| Équipe \| Temps \| \| ------------------ \| ------------------ \| ------------------ \| -------------------------------------- \| ------------------ \| \| 1er \| Felix Ørn-Kristoff \| Norvège \| Wanty-Nippo-ReUz \| 24 h 25 min 25 s \| \| 2e \| Alexandre Kess \| Luxembourg \| Lotto Kern-Haus PSD Bank \| + 13 s \| \| 3e \| Aubin Sparfel \| France \| Decathlon AG2R La Mondiale Development \| + 14 s \| \| 4e \| Federico Savino \| Italie \| Soudal Quick-Step Devo Team \| + 17 s \| \| 5e \| Jackson Medway \| Australie \| Tudor Pro Cycling U23 \| + 27 s \| |                    |            |                                        |                  |
| |                    |            |                                        |                  |
| Source : ProCyclingStats |                    |            |                                        |                  |
| Classement général |                    |            |                                        |                  |
| Coureur | Coureur            | Pays       | Équipe                                 | Temps            |
| 1er | Felix Ørn-Kristoff | Norvège    | Wanty-Nippo-ReUz                       | 24 h 25 min 25 s |
| 2e | Alexandre Kess     | Luxembourg | Lotto Kern-Haus PSD Bank               | + 13 s           |
| 3e | Aubin Sparfel      | France     | Decathlon AG2R La Mondiale Development | + 14 s           |
| 4e | Federico Savino    | Italie     | Soudal Quick-Step Devo Team            | + 17 s           |
| 5e | Jackson Medway     | Australie  | Tudor Pro Cycling U23                  | + 27 s           |

### 7eétape
| Landébia - Plancoët | étape vallonnée | (159,2 km) |

Le début de la dernière étape est animée par une échappée de huit coureurs, parmi lesquels Antonin Souchon, vainqueur d'étape en 2024, et Robin Lesné, décroché dans la montée de la vallée verte à Jugon-les-Lacs. Plusieurs attaques se succèdent ensuite dans le circuit final de Plancoët pour tenter de renverser le classement général. C'est finalement Noah Hobbs (EF Education-Aevolo) qui remporte sa troisième victoire de la semaine au sprint, et Felix Ørn-Kristoff qui remporte cette édition 2025 du Tour de Bretagne.

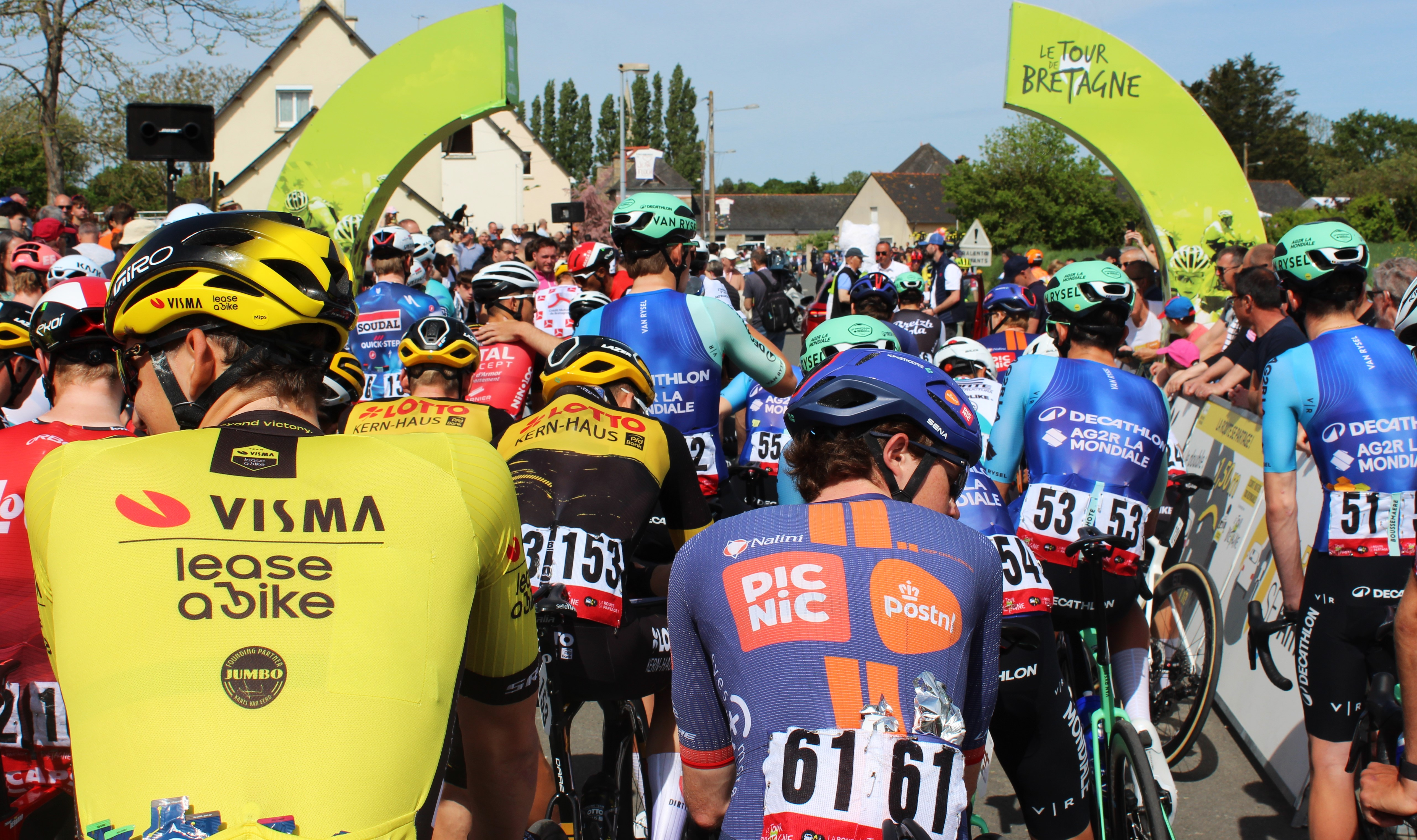
Départ de l'étape à Landébia.
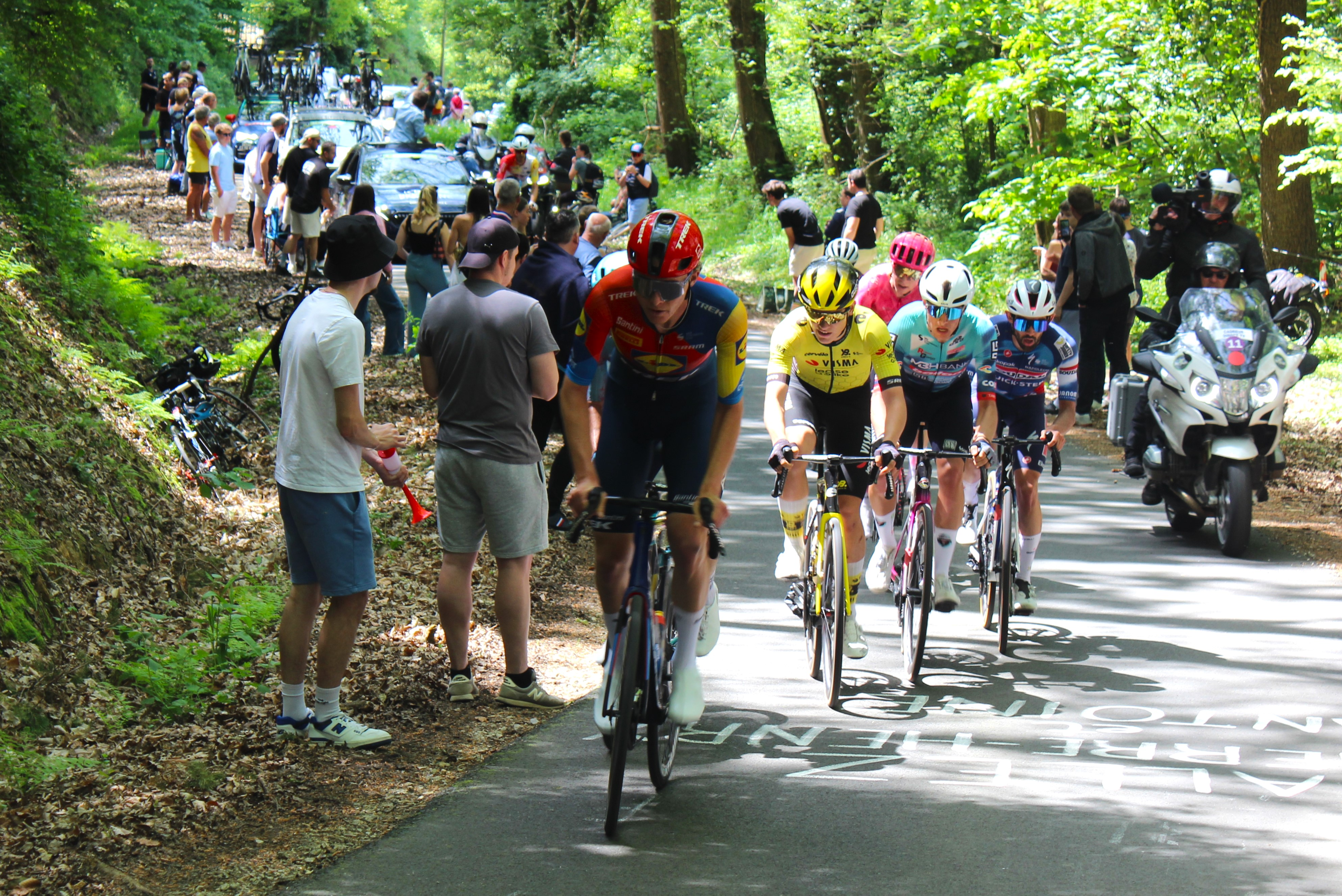
L'échappée dans la vallée verte.
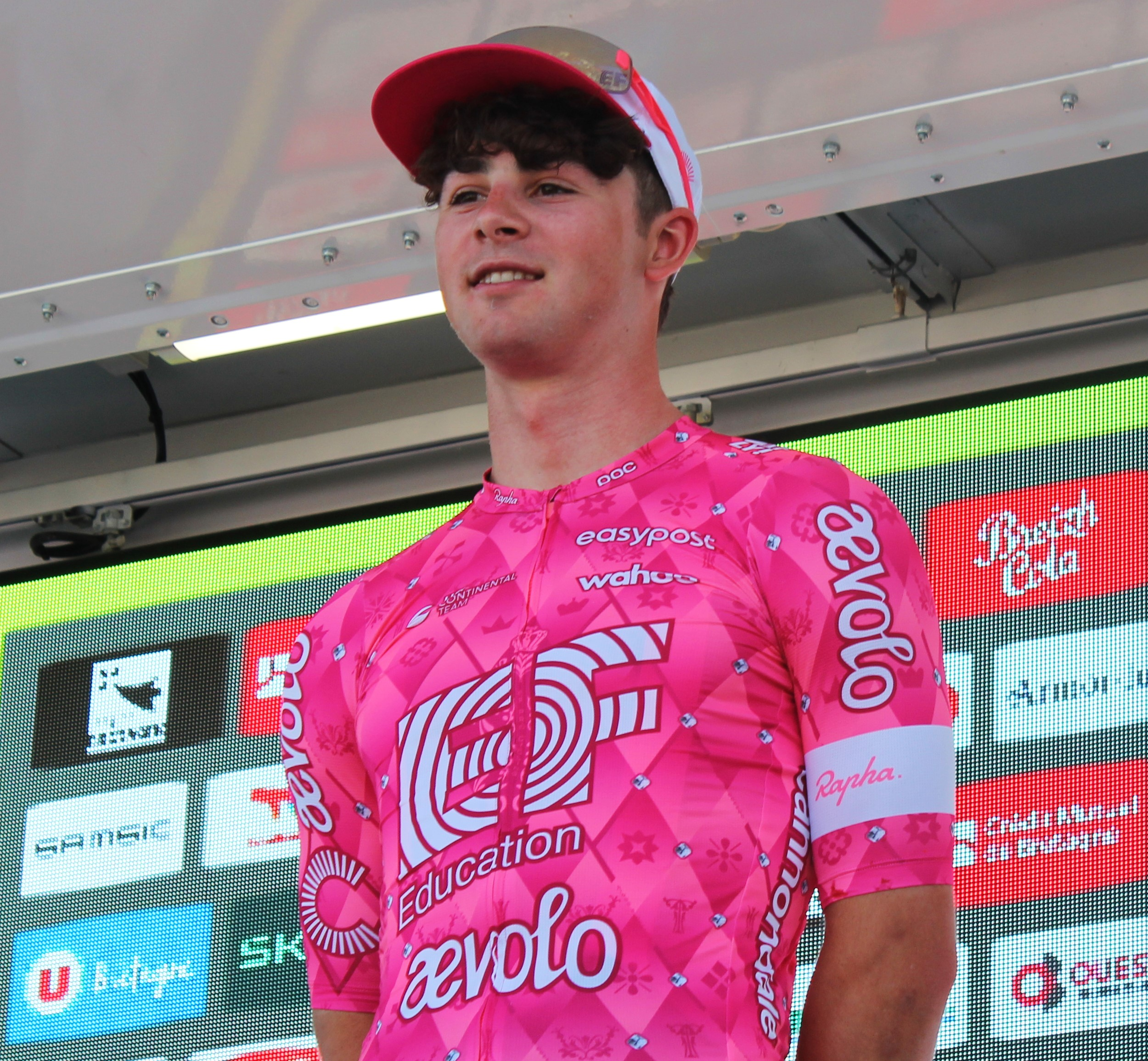
Hobbs, vainqueur de l'étape.

| \| Classement de l'étape \| Classement de l'étape \| Classement de l'étape \| Classement de l'étape \| Classement de l'étape \| \| Coureur \| Coureur \| Pays \| Équipe \| Temps \| \| --------------------- \| --------------------- \| --------------------- \| ----------------------------------- \| --------------------- \| \| 1er \| Noah Hobbs \| Royaume-Uni \| EF Education-Aevolo \| 3 h 35 min 25 s \| \| 2e \| Matteo Milan \| Italie \| Lidl-Trek Future Racing \| + 0 s \| \| 3e \| Alessandro Borgo \| Italie \| Bahrain Victorious Development Team \| + 0 s \| \| 4e \| Michiel Lambrecht \| Belgique \| Wagner Bazin WB \| + 0 s \| \| 5e \| Ronan Augé \| France \| CIC U Nantes \| + 0 s \| |                   |             |                                     |                 |
| |                   |             |                                     |                 |
| Source : ProCyclingStats |                   |             |                                     |                 |
| Classement de l'étape |                   |             |                                     |                 |
| Coureur | Coureur           | Pays        | Équipe                              | Temps           |
| 1er | Noah Hobbs        | Royaume-Uni | EF Education-Aevolo                 | 3 h 35 min 25 s |
| 2e | Matteo Milan      | Italie      | Lidl-Trek Future Racing             | + 0 s           |
| 3e | Alessandro Borgo  | Italie      | Bahrain Victorious Development Team | + 0 s           |
| 4e | Michiel Lambrecht | Belgique    | Wagner Bazin WB                     | + 0 s           |
| 5e | Ronan Augé        | France      | CIC U Nantes                        | + 0 s           |

## Classements finals

### Classement général
| \| Classement général \| Classement général \| Classement général \| Classement général \| Classement général \| \| Coureur \| Coureur \| Pays \| Équipe \| Temps \| \| ------------------ \| ------------------ \| ------------------ \| -------------------------------------- \| ------------------ \| \| 1er \| Felix Ørn-Kristoff \| Norvège \| Wanty-Nippo-ReUz \| 28 h 00 min 50 s \| \| 2e \| Alexandre Kess \| Luxembourg \| Lotto Kern-Haus PSD Bank \| + 13 s \| \| 3e \| Aubin Sparfel \| France \| Decathlon AG2R La Mondiale Development \| + 14 s \| \| 4e \| Federico Savino \| Italie \| Soudal Quick-Step Devo Team \| + 17 s \| \| 5e \| Jackson Medway \| Australie \| Tudor Pro Cycling U23 \| + 27 s \| \| 6e \| Emil Toudal \| Danemark \| ColoQuick \| + 45 s \| \| 7e \| Noah Hobbs \| Royaume-Uni \| EF Education-Aevolo \| + 56 s \| \| 8e \| Joshua Gudnitz \| Danemark \| ColoQuick \| + 58 s \| \| 9e \| Jed Smithson \| Royaume-Uni \| Team Visma \\| Lease a Bike Development \| + 1 min 07 s \| \| 10e \| Alessandro Borgo \| Italie \| Bahrain Victorious Development Team \| + 1 min 07 s \| |                    |             |                                        |                  |
| |                    |             |                                        |                  |
| Source : ProCyclingStats |                    |             |                                        |                  |
| Classement général |                    |             |                                        |                  |
| Coureur | Coureur            | Pays        | Équipe                                 | Temps            |
| 1er | Felix Ørn-Kristoff | Norvège     | Wanty-Nippo-ReUz                       | 28 h 00 min 50 s |
| 2e | Alexandre Kess     | Luxembourg  | Lotto Kern-Haus PSD Bank               | + 13 s           |
| 3e | Aubin Sparfel      | France      | Decathlon AG2R La Mondiale Development | + 14 s           |
| 4e | Federico Savino    | Italie      | Soudal Quick-Step Devo Team            | + 17 s           |
| 5e | Jackson Medway     | Australie   | Tudor Pro Cycling U23                  | + 27 s           |
| 6e | Emil Toudal        | Danemark    | ColoQuick                              | + 45 s           |
| 7e | Noah Hobbs         | Royaume-Uni | EF Education-Aevolo                    | + 56 s           |
| 8e | Joshua Gudnitz     | Danemark    | ColoQuick                              | + 58 s           |
| 9e | Jed Smithson       | Royaume-Uni | Team Visma \| Lease a Bike Development | + 1 min 07 s     |
| 10e | Alessandro Borgo   | Italie      | Bahrain Victorious Development Team    | + 1 min 07 s     |

### Classements annexes

#### Classement par points
| Classement par points | Classement par points | Classement par points | Classement par points | Classement par points |
| Coureur               | Coureur               | Pays                  | Équipe                | Points                |
| --------------------- | --------------------- | --------------------- | --------------------- | --------------------- |

#### Classement par équipes
| Classement par équipes | Classement par équipes | Classement par équipes | Classement par équipes |
| Équipe                 | Équipe                 | Pays                   | Temps                  |
| ---------------------- | ---------------------- | ---------------------- | ---------------------- |

## Évolution des classements
| Étape              |                    | Vainqueur _        | Classement général | Classement par points | Meilleur grimpeur | Meilleur sprinteur | Meilleur jeune     | Meilleure équipe _          |
| ------------------ | ------------------ | ------------------ | ------------------ | --------------------- | ----------------- | ------------------ | ------------------ | --------------------------- |
| 1re étape          | étape de plaine    | Ilan Larmet        | Ilan Larmet        | Ilan Larmet           | Cedric Abt        | Ilan Larmet        | Juan David Sierra  | VC Rouen 76                 |
| 2e étape           | étape vallonnée    | Noah Hobbs         | Noah Hobbs         | Ilan Larmet           | Cedric Abt        | Ilan Larmet        | Thom van der Werff | VC Rouen 76                 |
| 3e étape           | étape vallonnée    | Eliott Boulet      | Ronan Augé         | Ilan Larmet           | Cedric Abt        | Ilan Larmet        | Eliott Boulet      | VC Rouen 76                 |
| 4e étape           | étape vallonnée    | Felix Ørn-Kristoff | Felix Ørn-Kristoff | Ilan Larmet           | Joshua Golliker   | Ilan Larmet        | Felix Ørn-Kristoff | Lotto Kern-Haus PSD Bank    |
| 5e étape           | étape de plaine    | Emil Toudal        | Felix Ørn-Kristoff | Emil Toudal           | Joshua Golliker   | Emil Toudal        | Felix Ørn-Kristoff | Soudal Quick-Step Devo Team |
| 6e étape           | étape vallonnée    | Noah Hobbs         | Felix Ørn-Kristoff | Emil Toudal           | Cedric Abt        | Emil Toudal        | Felix Ørn-Kristoff | ColoQuick                   |
| 7e étape           | étape vallonnée    | Noah Hobbs         | Felix Ørn-Kristoff | Noah Hobbs            | Cedric Abt        | Emil Toudal        | Felix Ørn-Kristoff | ColoQuick                   |
| Classements finals | Classements finals |                    | Felix Ørn-Kristoff | Noah Hobbs            | Cedric Abt        | Emil Toudal        | Felix Ørn-Kristoff | ColoQuick                   |